# Mourilhe
Mourilhe é uma povoação portuguesa do Município de Montalegre que foi sede da extinta Freguesia de Mourilhe, freguesia que tinha 22,92 km² de área e 117 habitantes (2011), e, por isso, uma densidade populacional de 5,1 hab/km².
A Freguesia de Mourilhe foi extinta (agregada) pela reorganização administrativa de 2012/2013, tendo o seu território sido agregado ao das Freguesias de Cambeses do Rio e de Donões para criar a União de Freguesias de Cambeses do Rio, Donões e Mourilhe.

## População
| Número de habitantes | Número de habitantes | Número de habitantes | Número de habitantes | Número de habitantes | Número de habitantes | Número de habitantes | Número de habitantes | Número de habitantes | Número de habitantes | Número de habitantes | Número de habitantes | Número de habitantes | Número de habitantes | Número de habitantes |
| -------------------- | -------------------- | -------------------- | -------------------- | -------------------- | -------------------- | -------------------- | -------------------- | -------------------- | -------------------- | -------------------- | -------------------- | -------------------- | -------------------- | -------------------- |
| 1864                 | 1878                 | 1890                 | 1900                 | 1911                 | 1920                 | 1930                 | 1940                 | 1950                 | 1960                 | 1970                 | 1981                 | 1991                 | 2001                 | 2011                 |
| 465                  | 536                  | 486                  | 529                  | 544                  | 523                  | 534                  | 538                  | 613                  | 559                  | 461                  | 295                  | 197                  | 144                  | 117                  |

## Património
- Igreja Matriz de Mourilhe;
- Capela de São Miguel;
- Capela de São Paio;
- Solar do Outão - datado de 1751, transformado em hotel rural.